# Список маскотов команд НХЛ
Список текущих и бывших талисманов (маскотов) команд НХЛ. В настоящее время «Нью-Йорк Рейнджерс» является единственным клубом НХЛ, не имеющим своего маскота.

## Список маскотов

### Осьминог Эл (Al the Octopus)
Осьминог Эл — маскот «Детройт Ред Уингз». Это единственный талисман НХЛ, который не является костюмированным. Носит футболку с номером 8, ведь он осьминог, а у них 8 щупалец. В 1952 году торговцы рыбы Пит и Джерри Кузимано бросили настоящего осьминога на лёд арены «Олимпия», восемь щупальцев осьминога символизировали восемь побед, которые необходимо было одержать в то время, чтобы завоевать Кубок Стэнли. С тех пор поклонники бросают осьминога на лёд для удачи. Маскот назван в честь менеджера арены и водителя заливочной машины Эла Соботки, который традиционно собирает все выброшенные на лёд резиновые игрушки. В 2011 году комиссар НХЛ Гэри Бэттман запретил бросать на лёд осьминогов и ввёл штраф в размере 500$ за нарушение этого правила. Это привело к массовому недовольству среди поклонников «Ред Уингз». Нападающий «Детройта» Юхан Франзен пообещал платить все штрафы для того, чтобы не разрушать традицию.

### Бэйли (Bailey)
Бэйли — маскот «Лос-Анджелес Кингз», 6 футовый антропоморфический лев (с гривой 6 футов 4 дюйма), который носит свитер с № 72, так как это средняя температура в Лос-Анджелесе. Его назвали в честь Гарнета Бэйли, который был директором скаутинговой службы «Королей» в течение семи лет вплоть до своей гибели 11 сентября 2001 года в результате террористического акта. Бэйли — второй талисман «Кингз», первым был снежный леопард Кингстон в 1994 году.

### Сенбернар Берни (Bernie the St. Bernard)
Сенбернар Берни — новый маскот «Колорадо Эвеланш», появившийся 3 октября 2009 года, придя на смену Йети Хаулеру. На свитере Берни изображена кость, напоминающая цифру один.

### Мишка Блэйдс (Blades the Bruin)
Мишка Блэйдс — маскот «Бостон Брюинс». Блэйдс известен, как единственный медведь, который не зимует. Однажды, забравшись в машину легендарного хоккеиста «Бостона» Джонни Буцика, он попал на «Бостон-гарден», где Буцик накормил его пиццей, хот-догами и поп-корном, и предложил остаться в арене навсегда. Имя Блэйдсу дала юная поклонница «Брюинз» Джиллиан Дэмпси.

### Медведь Карлтон (Carlton the Bear)
Медведь Карлтон — антропоморфический полярный медведь, маскот «Торонто Мейпл Лифс». Впервые появился в домашнем матче «Торонто» 10 октября 1995 года. Имя Карлтон и присвоенный ему № 60 означают местоположение домашней арены «Мейпл Лифс» в 1931-99 гг. — Карлтон Стрит, 60. Он иногда путешествовал с командой, на его счету 20 выездов на различные арены в 17 городах. Карлтону также приписывают руководство первой ежегодной «Встречи маскотов» в 2000 году на 50-м Матче всех звёзд НХЛ в Торонто.

### Кит Фин (Fin the Whale)
Кит Фин — антропоморфическая косатка, маскот «Ванкувер Кэнакс». Фин обычно бродит вокруг арены и бьёт в свой барабан. Его коронными движениями являются выпускание пара из своих огромных ноздрей и «поедание» болельщиков на «Роджерс-арене» (он подкрадывается к фанатам сзади и «проглатывает» их головы огромной плюшевой пастью). Фин — один из нескольких талисманов НХЛ, являющийся вратарём.
Фин — частый гость в больнице для неизлечимо больных детей в Ванкувере.

### Гнэш (Gnash)
Гнэш — антропоморфический саблезубый тигр, маскот «Нэшвилл Предаторз». Талисман был придуман после того как, в результате археологических раскопок, в Нашвилле был найден частичный скелет саблезубой кошки. Имя Гнэш является игрой слов на первом слоге названия города.
Маскот появился в 1998 году — год основания команды. Его коронка — трюки: он спускается на лёд на тросе или выезжает на квадроцикле.

### Гончая Харви (Harvey the Hound)
Гончая Харви — маскот «Калгари Флэймз». Был создан в 1983 году и стал первым маскотом в НХЛ.
Харви был вовлечён в инцидент с тренером «Эдмонтон Ойлерз» Крейг Мактавишем, когда тот оторвал язык Харви. В 2004 году Харви был признан лучшим талисманом НХЛ, в 2005 г. занял 3-е место, в 2006 г. — 6-е. Харви также имеет давнюю вражду с диктором Гари Грином.

### Койот Хаулер (Howler the Coyote)
Койот Хаулер — маскот «Аризоны Койотис». Номер 96 на его свитере означает год переезда «Виннипег Джетс» в Финикс. Впервые появился 15 октября 2005 года.

### Хантер (Hunter)
Хантер — канадская рысь, маскот «Эдмонтон Ойлерз». Назван в честь Билла Хантера, основателя и первого акционера команды. «Ойлерз» представили Хантера 26 сентября 2016 года, он — первый талисман в истории клуба. Презентация была приурочена к первой игре «Ойлерз» на новом стадионе «Роджерс Плэйс». Хантер носит свитер с номером 72, это год создания клуба. Выбрать животное, которое станет маскотом «нефтяников», было предложено ученикам младших классов городских школ.

### Айсбург (Iceburgh)
Айсбург — антропоморфический пингвин, маскот «Питтсбург Пингвинз». Появился в сезоне 1991/92 и сначала назывался Айси. В 1995 году был задействован в фильме «Внезапная смерть», с Жан-Клодом ван Даммом в главной роли. В фильме, чтобы скрыться от погони, одна из террористов, Карла, надевала костюм Айсбурга.
Имя Айсбург является симбиозом слов айсберг и Питтсбург. Он обычно носит свитер с № 00.

### Луи (Louie)
Луи — синий полярный медведь, маскот «Сент-Луис Блюз». Он был представлен в 2007 году, болельщики голосовали за его имя на официальном сайте клуба. Он любит есть хот-доги и играть на саксофоне.

### Лось Мик И (Mick E. Moose) и Бенни (Benny)
Лось Мик И — маскот «Виннипег Джетс», а также их фарм-клуба «Манитоба Мус», выступающего в АХЛ. Мик впервые появился в 1994 году в ИХЛ как талисман «Миннесота Мус». С 1996 года он стал талисманом «Манитоба Мус», за исключением периода с 2011 по 2015 год, когда команда играла в Сент-Джонсе под названием «Сент-Джонс Айскэпс». Мик был представлен как талисман «Джетс» 7 октября 2011 года. Мик — коричневый антропоморфический лось с двумя большими рогами, в шлеме лётчика и в синем домашнем джерси клуба.
Бенни — был талисманом оригинального «Виннипег Джетс». Его назвали в честь Бена Хэтскина, первого владельца «Джетс», и в честь популярной песни Элтона Джона «Бенни и реактивные самолёты» (Bennie and the Jets). Он носил букву «B» на своей джерсии, в том месте, где расположены буквы «C» (капитан) или «A» (альтернативный капитан). Он стал второстепенным талисманом для нынешних «Виннипег Джетс», начиная с Классики наследия НХЛ 2016 года — матч под открытым небом, который состоялся 23 октября.

### Дьявол Эн-Джей (N.J. Devil)
Дьявол Эн-Джей — маскот «Нью-Джерси Девилз». Был представлен болельщикам в 1993 году. Дьявол Эн-Джей раздаёт автографы, участвует в развлечениях во время перерывов, катается на коньках и бегает по проходам арены. Эн-Джей носит красный командный свитер с его именем и № 00. Так как команда названа в честь персонажа городской легенды дьяволе из Джерси, то маскот основан на нём.

### Норди (Nordy)
Норди — маскот «Миннесоты Уайлд». «Уайлд» представили свой талисман 5 октября 2008 году. Говорят, что он смесь медведя и лисы, носящей причёску маллет и зелёную букву M на лбу. Норди носит свитер с № 18001, так как болельщиков «Миннесоты» называют «командой 18 тысяч».

### Саблезуб (Sabretooth)
Саблезуб — антропоморфический саблезубый тигр, маскот «Баффало Сейбрз». С 1992 по 1998 гг. он был также талисманом команды по лакроссу в коробке (разновидность лакросса) «Баффало Бандитс». Перед играми он спускается на тросе из-под купола «Кибэнк-арены» под звуки рок-музыки, а также катается по льду на квадроцикле.

### Эс-Джэй Шарки (S.J. Sharkie)
Эс-Джэй Шарки — антропоморфическая акула, маскот «Сан-Хосе Шаркс». Появился на свет в 1992 году.
12 марта 1999 года перед матчем против «Детройт Ред Уингз» Шарки запутался в тросах, по которым должен был спуститься на лёд. Он провисел там во время объявления состава команд и исполнения национального гимна. В результате, чтобы помочь Шарки освободиться начало матча пришлось отложить на 20 минут.

### Слэпшот (Slapshot)
Слэпшот — маскот «Вашингтон Кэпиталз». Большой антропоморфический белоголовый орлан, который носит свитер с № 00. Был официально представлен 17 ноября 1995 года. На домашних играх часто сопровождается второстепенными маскотами Воздушным Слэпшотом (Air Slapshot) и Хет Триком (Hat Trick).

### Дракон Спарки (Sparky the Dragon)
Дракон Спарки — маскот «Нью-Йорк Айлендерс». В 1987—2008 гг. он так же был талисманом «Нью-Йорк Дрэгонс» команды Арена-футбол (американский футбол в зале), и был уникален тем, что носил цвета той команды, которая выступала в данный момент. Его хвост имеет форму хоккейной клюшки. По всеобщему признанию Спарки — один из самых неудачных талисманов в НХЛ.

### Спартакэт (Spartacat)
Спартакэт — антропоморфический рыжеволосый лев, маскот «Оттавы Сенаторз». О нём известно, что он занимается акробатикой и детской благотворительностью, посещая больницы, школы и детские хоккейные игры. Участник акции «Читай, чтобы быть успешным», проводимой «Сенаторами» для того, чтобы рассказать детям о важности чтения.
Некоторые шутники сравнивают его с голливудской актрисой Линдси Лохан. У Спартакэта жестокая конкуренция с Медведем Карлтоном, маскотом «Торонто Мейпл Лифс».

### Пантера Стэнли Си (Stanley C. Panther) и Крыса Виктор И (Viktor E. Rat)
Пантера Стэнли Си и Крыса Виктор И — два талисмана «Флориды Пантерз».
Стэнли Си — назван в честь Кубка Стэнли и является антропоморфной флоридской пантерой, отсюда и название команды. Имя ему дал Дэррел Амброзини в 1995 году. В начале сезона 2007/08 «Пантерз» добавили ещё один талисман в два раза меньше Стэнли Си, и получивший имя Мини Стэнли (Mini Stanley). Из-за меньшего размера Мини Стэнли развлекает в основном детей.
Виктор И — антропоморфная крыса, который появился в октябре 2014 года. Был назван в честь традиции выбрасывать на лёд резиновых крыс, появившейся в 1996 году по пути команды к финалу Кубка Стэнли.  Носит номер 96, ведь это год его рождения и традиция кидать на лёд резиновых крыс также появилась в 1996, о чём был сказано ранее.

### Стингер (Stinger)
Стингер (Жало) — хищная ярко-зелёная пчела с красными глазами, маскот «Коламбус Блю Джекетс». Стингеру присвоен № 00 в честь года основания «Синих жакетов». Стингер пропал с эмблемы «Коламбуса» после сезона 2004/05, когда была принята новая эмблема.

### Шторми (Stormy) и Кэролайн (Caroline)
Шторми — антропоморфический ледяной боров, маскот «Каролины Харрикейнз». Он носит № 97 — год переезда «Хартфорд Уэйлерс» в Северную Каролину. Боров стал талисманом «Каролины» из-за огромного количества свиноферм в штате. Изначально команду даже хотели назвать «Каролина Айс Хогс» (Ледяные свиньи).
Кэролайн — второй талисман клуба, женский двойник Шторми. Её имя — это отсылка к названию штата. Была представлена «Ураганами» в сезоне 2017/18. Она появилась в двух играх в конце того сезона как старый друг Шторми и в большинстве игр в начале сезона 2018/19.

### Тандербаг (Thunderbug)
Тандербаг — антропоморфический чёрно-жёлтый жук, маскот «Тампа-Бэй Лайтнинг». Его имя — это симбиоз слов «гром» (thunder) и «жук» (bug). Носит свитер с № 0. Обычно он ходит по трибунам и бросает футболки болельщикам.
В 2012 году в интернете появилось вирусное видео с Тандербагом, в котором он опрыскивает поклонников «Бостон Брюинз» из Silly String (детская игрушка, распыляющая жидкость).

### Томми Хок (Tommyhawk; Tommy Hawk)
Томми Хок — антропоморфический ястреб маскот «Чикаго Блэкхокс». Он носит 4 пера на голове и свитер «Блэкхокс». Больше всего он ненавидит когда его называют орлом и «Детройт Ред Уингз».

### Виктор И. Грин (Victor E. Green)
Виктор И. Грин — первый маскот в истории «Даллас Старз». Абстрактное зелёное существо с рожками в форме крюков клюшки было представлено публике 13 сентября 2014 года. Имя маскота обыгрывает фирменный оттенок цвета команды — «Victory Green».

### Уайлд Уинг (Wild Wing)
Уайлд Уинг (Дикое Крыло) — антропоморфическая утка, маскот «Анахайм Дакс». Имя было придумано болельщиком «Уток», в результате конкурса «Имя талисмана». Уайлд Уинг — первый талисман в НХЛ, который спустится на лёд на тросе. Появлялся в мультфильмах «Могучие утки» (Mighty Ducks). Во время своего дебюта он загорелся, выполняя трюк, в котором он проезжал на мотовездеходе сквозь огненное кольцо. Носит номер 93 из-за того что команда была основана в 1993 году.

### Юппи! (Youppi!)
Юппи! (Ура!) — маскот «Монреаль Канадиенс». Восклицательный знак — часть торговой марки талисмана, даже на его свитере вместо номера красуется восклицательный знак. С 1979 по 2004 гг. был маскотом бейсбольной команды «Монреаль Экспос», а когда они переехали в Вашингтон, он перебрался в хоккей, став, тем самым первым талисманом, сменившим вид спорта.

### Чанс (Chance)
Чанс (Шанс) — антропоморфический аризонский ядозуб (англ. Gila monster), маскот «Вегас Голден Найтс». Впервые был представлен 13 октября 2017 года перед вторым домашним матчем «Вегаса» против «Детройт Ред Уингз».

### Гритти (Gritty)
Гритти — пушистое оранжевое существо, маскот команды «Филадельфия Флайерз». Был представлен 24 сентября 2018 года перед предсезонным матчем против «Бостон Брюинз».

### Тролль Буй (Buoy the Troll)
Буй — морской тролль, маскот команды «Сиэтл Кракен». Был представлен 1 октября 2022 года, перед предсезонным матчем против «Ванкувер Кэнакс». При создании персонажа авторы вдохновлялись фримонтским троллем.

## Список ныне несуществующих маскотов

### Бадабум (Badaboum)
Бадабум — маскот «Квебек Нордикс». Когда команда уехала из Квебека и сменила имя, Бадабум был «уволен».

### Пушка Бумер (Boomer the Cannon)
Пушка Бумер — был второстепенным талисманом «Коламбус Блю Джекетс» вместе со Стингером. Он впервые появился в ноябре 2010 года. Бумер был серой антропоморфной пушкой с колёсами и большими белыми усами. Болельщики не приняли его из-за фаллической внешности. Бумер был вдохновлён пушкой, которая стреляет на домашних матчах «Блю Джекетс», когда те забивают гол.

### Йети Хаулер (Howler the Yeti)
Йети Хаулер — первый маскот «Колорадо Эвеланш».

### Кингстон (Kingston)
Кингстон — антропоморфический снежный леопард, первый маскот «Лос-Анджелес Кингз».

### Нйайлес (Nyisles)
Нйайлес — был «мореходным островитянином», которого «Нью-Йорк Айлендерс» использовали в качестве маскота
до прихода нового владельца Чарльза Вонга и позже заменённого на Дракона Спарки.

### Пингвин Пит (Pete the Penguin)
Пингвин Пит — первый маскот «Питтсбург Пингвинз». Пит — пингвин, родившийся в Эквадоре, данный взаймы Питтсбургскому зоопарку. Пит впервые появился во время второго перерыва игры против «Бостон Брюинз» 19 октября 1968 года. Он умер от пневмонии через месяц после начала сезона.
Считается, что он умер оттого, что место его хранения на «Сивик-арене» было слишком тёплым для него.
Второй талисман-пингвин был дан команде взаймы и был маскотом в течение сезона 1971/72.

### Кит Паки (Pucky the Whale)
Кит Паки — антропоморфический зелёный двуногий кит, маскот «Хартфорд Уэйлерс». В настоящее время он используется в качестве талисмана фарм-клуба клуба «Нью-Йорк Рейнджерс» «Коннектикут Уэйл», выступающего в АХЛ.

### Китобой Уолли (Wally the Whaler)
Китобой Уолли — был единственным физическим маскотом «Хартфорд Уэйлерс». Он появился в сезоне 1991/92, но исчез уже через год. Посещаемость матчей «Хартфорда» в тот момент была наихудшей после ухода Рона Фрэнсиса. Уолли был одет в плащ рыбака и рубаху из парусины, а на его шляпе был логотип клуба. Он выглядел как мультяшная версия «Гортонского рыбака».

### Слэпшот (Slapshot)
Слэпшот — был маскотом «Филадельфии Флайерз» в 1976 году. Он является первым талисманом в истории «Лётчиков». Маскот «Вашингтон Кэпиталз» имеет такое же имя.

### Трэш (Thrash)
Трэш — антропоморфический коричневый пересмешник, был маскотом «Атланты Трэшерз». После переезда команды в Виннипег был «уволен».

### Вингер (Winger)
Вингер — первый маскот «Вашингтон Кэпиталз», после него появился нынешний талисман Слэпшот. Иногда появляется на играх «Кэпиталз». В 70-х годах у «Детройт Ред Уингз» недолгое время был маскот с таким же именем.

## Исторические традиции
Раньше маскотами выбирали не антропоморфических животных как сейчас, а детей или настоящих животных. Это обычно были дети, играющие в местной детской команде или дети игроков команды. Так, например, одно время талисманом «Монреаль Канадиенс» был Хоуи Моренц, мл. — сын Хоуи Моренца, игрока «Канадцев».